# 藍色列車 (日本)

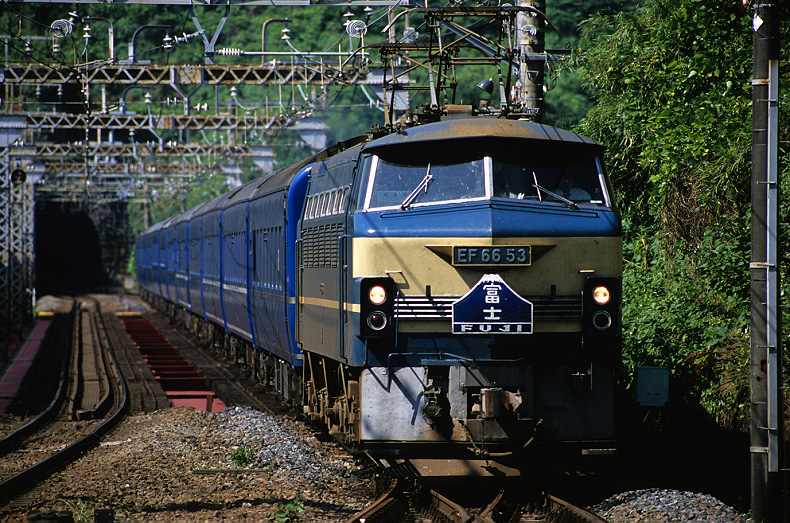
蓝色列车「富士」

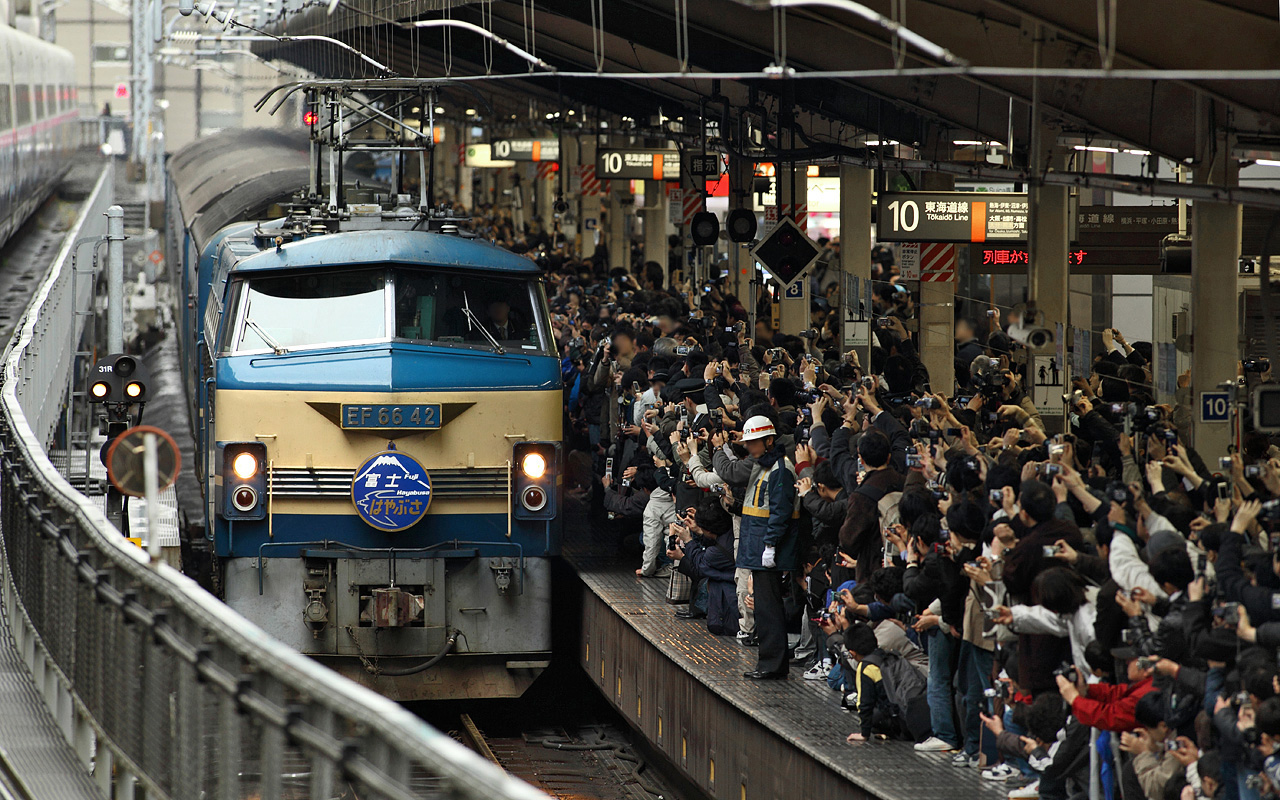
九州特快营运终止。
2009年3月14日，正驶入东京站的卧铺特快“富士隼号列车”。站台上聚集了拍照留念的人们，以目睹此列车最后的姿态

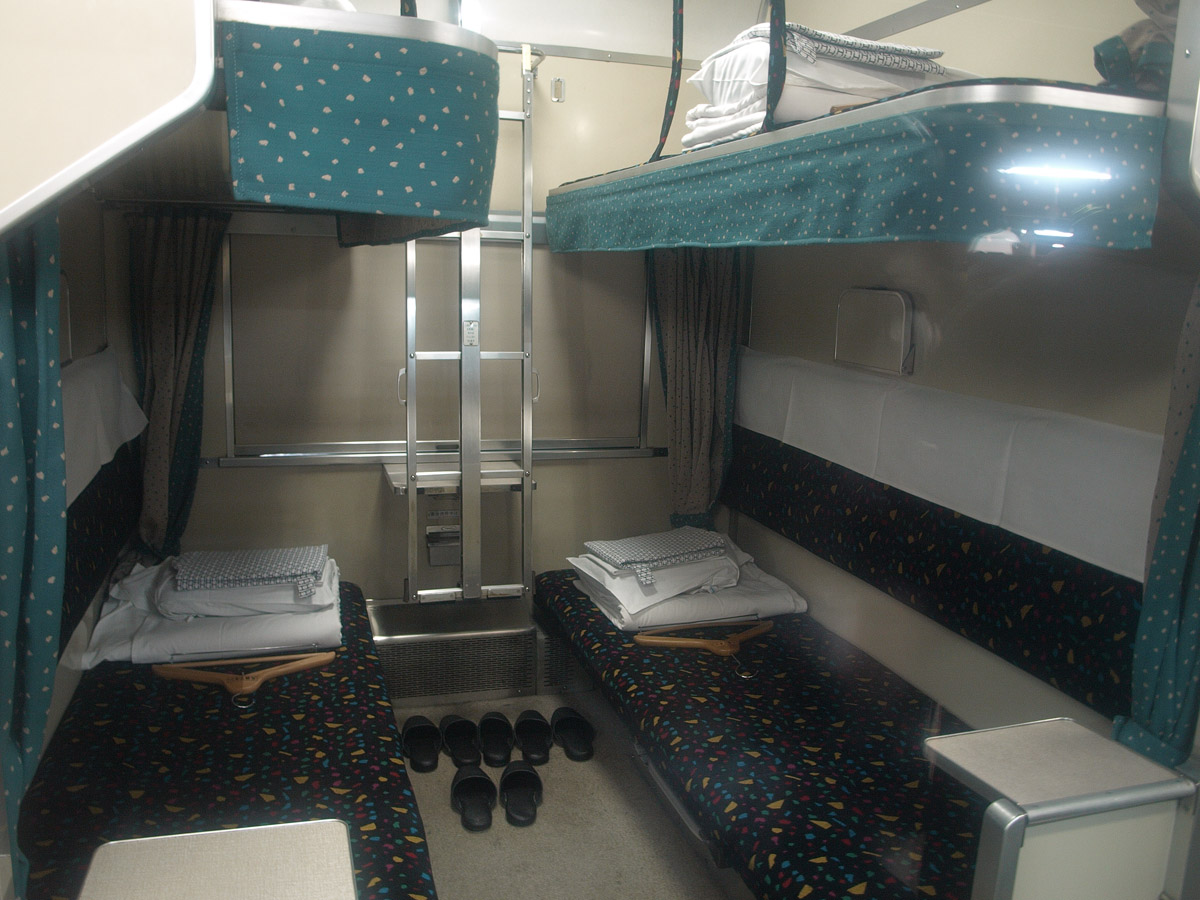
14系卧铺列车内部

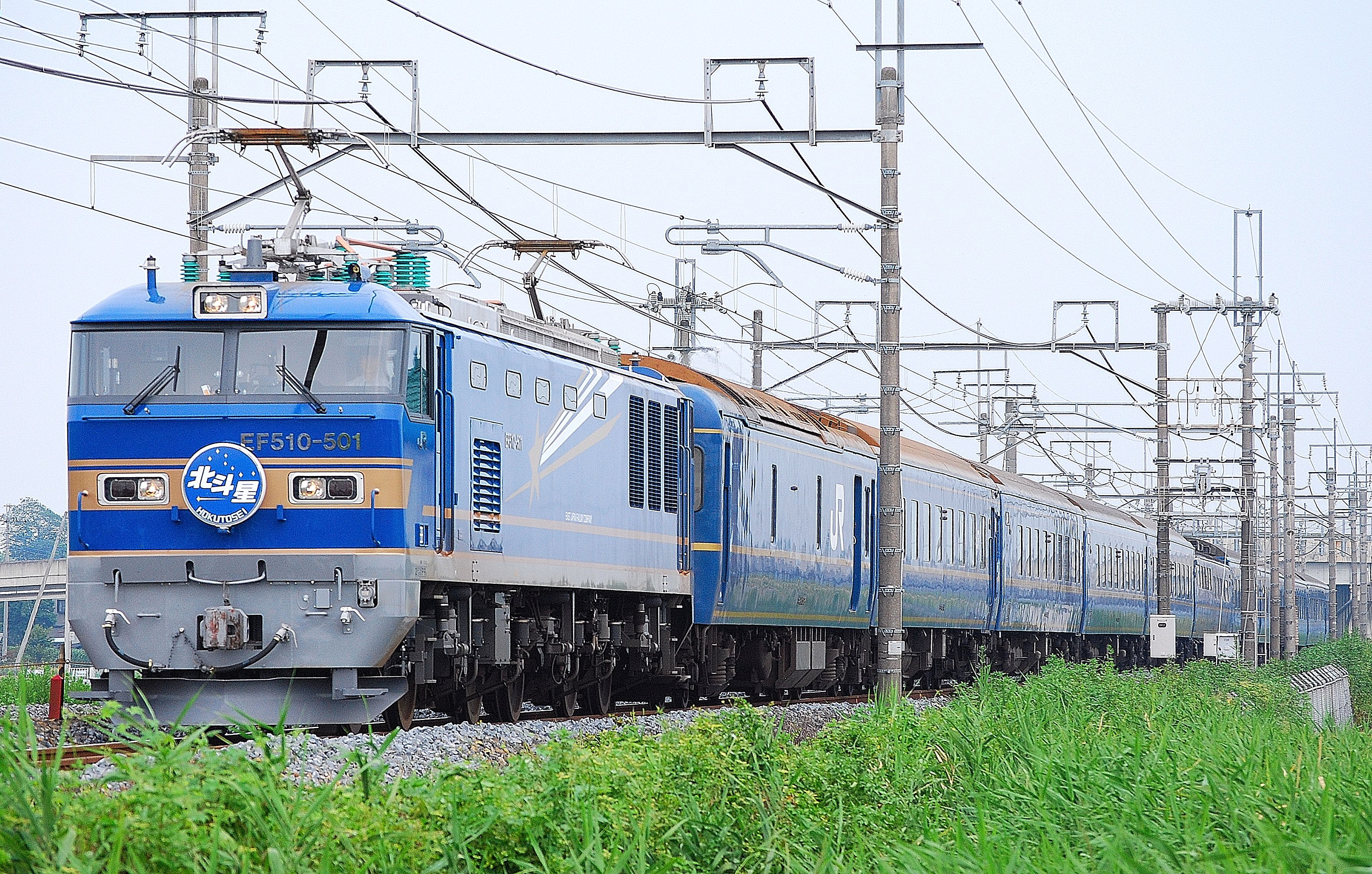
行走在東北本線上的北斗星號，北斗星號是最後一班定期藍色列車，於2015年停駛

蓝色列车（日语： Buru-torein；Blue Train）是日本客运卧铺列车的别称，在日本也被简称为（Burutore）。

## 概要
由1958年开始运营。通常情况下，是以使用20系卧铺列车车厢的隼号列车，固定编成，外观涂装为蓝色的特快卧铺列车。同时也使用14系14型、15型，24系24型、25型。

## 历史
1956年，第一辆蓝色卧铺列车名为朝風號，运营于博多站至东京站。两年以后增加了空调设备。此列车的外观涂装显得较为浪漫。在20世纪70年代末期，此列车的知名度达到高峰，在众多小说中都有出现，并被描述为“移动宾馆”。
但是，在新干线、长途汽车、航空及商務旅館变得越来越普及、方便甚至便宜的情况下，卧铺列车的收益变得每况愈下。在2005年，从东京开往日本西面的卧铺列车的收益，只有1987年的五分之一。加上一些其他原因，比如设备的老化、服务人员的短缺，JR集團准备终止大多數卧铺列车班次的运营。
「朝風號」在博多站至东京站的运营在2005年终止（当时此辆列车的上座率只有平均30％）。2009年淘汰“富士號/隼號”，其他的车次也陆续淘汰。
2015年3月14日，北斗星號停駛定期班次，改為加班車行駛到同年8月為止，之後不再有常態行駛的藍色列車。停駛後的車廂除了保留少部份備用以及做為文物保存，其他則報廢拆解或送到東南亞等國家繼續使用。

## 藍色列車列表
藍色列車其實沒有正式定義。一般來說，藍色列車所使用的車廂必須是以藍色為主體塗裝的寢車。
按以上定義，下列臥鋪列車不被歸類為藍色列車。
- 急行 玫瑰號（はまなす，青森－札幌）－雖車廂塗裝為藍色，但部分車廂不是卧铺车厢
- 仙后座號（カシオペア，上野－札幌）－使用車廂的主體塗裝為銀色
- 黃昏特快號（トワイライトエクスプレス，大阪－札幌）－使用車廂的主體塗裝為深綠色
- 日出瀨戶/出雲號（サンライズ瀬戸/出雲）－使用車廂的主體塗裝為土黃色

註：僅日出瀨戶/出雲號仍營運，其他均已停止運營。

### 已退出運營的列車
| 列車種類 | 列車名      | 最後運營區間                                                                                           | 運營終止日                                        | 停駛原因                                                                                    |
| -------- | ----------- | --- | ------------------------------------------------- | ------------------------------------------------------------------------------------------- |
| 寝台特急 | 安芸號      | 新大阪 - 下關 （經由山陽本線，吳線）                                                                   | 1978年10月1日                                     | 乘客減少                                                                                    |
| 寝台特急 | 因幡號 （） | 東京 - 米子                                                                                            | 1978年10月1日                                     | 運營區間延長，與「出雲號」合併                                                              |
| 寝台特急 | 北星號      | 上野 - 盛岡 （經由東北本線）                                                                           | 1982年11月15日                                    | 東北新幹線的通車                                                                            |
| 寝台特急 | 紀伊號      | 東京 - 紀伊勝浦 （經由關西本線，紀勢本線）                                                             | 1984年1月31日                                     | 乘客減少                                                                                    |
| 寝台特急 | 明星號      | 新大阪 - 西鹿兒島 （經由鹿兒島本線）                                                                   | 1986年11月1日                                     | 乘客減少、與「那霸號」合併                                                                  |
| 寝台特急 | 夕鶴號 （） | 上野 - 青森 （經由常磐線）                                                                             | 1988年3月13日                                     | 「北斗星號」的開始運行 變更為電聯車行駛至1993年11月30日為止                                 |
| 寝台特急 | 出羽號      | 上野 - 秋田 （經由上越線，羽越本線，奥羽本線）                                                         | 1993年12月1日                                     | 乘客減少、與「鳥海號」合併                                                                  |
| 寝台特急 | 瑞穗號 （） | 東京 - 熊本，長崎                                                                                      | 1994年12月2日（每天行駛） 1996年12月（加班車）    | 乘客減少                                                                                    |
| 寝台特急 | 劍號 （）   | 大阪 - 新潟                                                                                            | 1994年12月2日（每天行駛） 1996年12月（加班車）    | 乘客減少                                                                                    |
| 寝台特急 | 鳥海號      | 上野 - 青森 （經由上越線，羽越本線，奥羽本線）                                                         | 1997年3月22日                                     | 與「曙號」合併                                                                              |
| 寝台特急 | 瀨戶號      | 東京 - 高松                                                                                            | 1998年7月10日                                     | 變更為電聯車 與出雲號合併為現在的「Sunrise瀨戶號」、Sunrise出雲號                           |
| 寝台特急 | 白鶴號 （） | 上野 - 青森 （經由東北本線）                                                                           | 2002年11月30日                                    | 東北新幹線的盛岡站至八戶站間的路線通車                                                      |
| 寝台特急 | 朝風號 （） | 東京 - 下關                                                                                            | 2005年3月1日                                      | 乘客減少和車輛老舊                                                                          |
| 寝台特急 | 櫻號 （）   | 東京 - 長崎                                                                                            | 2005年3月1日                                      | 乘客減少和車輛老舊                                                                          |
| 寝台特急 | 彗星號      | 京都 - 南宮崎                                                                                          | 2005年10月1日                                     | 乘客減少和車輛老舊                                                                          |
| 寝台特急 | 出雲號      | 東京 - 出雲市 （經由山陰本線）                                                                         | 2006年3月17日                                     | 乘客減少和車輛老舊 與瀨戶號合併改為電聯車行駛，即現在的「Sunrise出雲號」、「Sunrise瀨戶號」 |
| 寝台特急 | 暁號 （）   | 京都 - 長崎                                                                                            | 2008年3月15日                                     | 乘客減少和車輛老舊                                                                          |
| 寝台特急 | 那霸號 （） | 京都 - 熊本                                                                                            | 2008年3月15日                                     | 乘客減少和車輛老舊                                                                          |
| 寝台特急 | 隼號 （）   | 東京 - 熊本                                                                                            | 2009年3月14日                                     | 乘客減少和車輛老舊                                                                          |
| 寝台特急 | 富士號      | 東京 - 大分                                                                                            | 2009年3月14日                                     | 乘客減少和車輛老舊                                                                          |
| 寝台特急 | 北陸號      | 上野 - 金澤 （經由上越線）                                                                             | 2010年3月13日                                     | 乘客減少和車輛老舊                                                                          |
| 寝台特急 | 日本海號    | 大阪 - 青森 （經由北陸本線）                                                                           | 2012年3月17日（每天行駛）                         | 乘客減少和車輛老舊                                                                          |
| 寝台特急 | 曙號 （）   | 上野 - 青森 （經由上越線，羽越本線）                                                                   | 2014年3月15日（每天行駛）                         | 乘客減少和車輛老舊                                                                          |
| 寝台特急 | 北斗星號    | 上野－札幌 （經由東北本線，IGR岩手銀河鐵道線，青森鐵道線，津輕線，海峽線，江差線，函館本線，室蘭本線） | 2015年3月14日（每日行駛） 2015年8月22日（加班車） | 車輛老舊及配合北海道新幹線通車，海峽線電壓升壓為25000伏特                                   |
| 寝台急行 | 新星號      | 上野 - 仙台 （經由東北本線）                                                                           | 1982年11月15日                                    | 東北新幹線的通車                                                                            |
| 寝台急行 | 十和田2號   | 上野 - 青森 （經由常磐線）                                                                             | 1982年11月15日                                    | 升格為寝台特急「夕鶴號」                                                                    |
| 寝台急行 | 天之川號    | 上野 - 秋田 （經由上越線，白新線、羽越本線）                                                           | 1985年3月14日（每天行駛）                         | 東北新幹線的大宮站至上野站間的路線的通車                                                    |
| 寝台急行 | 銀河號      | 東京 - 大阪 （經由東海道本線）                                                                         | 2008年3月15日                                     | 乘客減少和車輛老舊                                                                          |